# Den Dødes Forbandelse
Den Dødes Forbandelse er en dansk stumfilm fra 1914 med ukendt instruktør.

## Handling
Denne artikel mangler et handlingsreferat. Hjælp os med at skrive det.

## Medvirkende
- Edmund Petersen - Adolfo Karolinko, artist
- Anna Müller - Miriam, Adolfos adoptivdatter
- Jon Iversen - Holten, grosserer
- Lauritz Hansen - Alexis, en artist
- Elith Pio - Janko, en artist
- Arnold Petersen - Artistagenten